# 伊東誼
伊東 誼（いとう よしみ、1940年 - ） は、日本の機械工学者。東京工業大学名誉教授。元日本機械学会会長。元日本工学アカデミー副会長。

## 人物・経歴
横浜生まれ。1962年東京工業大学理工学部機械工学課程卒業。東京工業大学サッカー部出身。1964年東京工業大学助手。1971年、工学博士（東京工業大学）の学位を取得。1972年東京工業大学助教授。1974年東京工業大学教授。1986年日本機械学会生産加工・工作機械部門長。2000年東京工業大学名誉教授、神奈川工科大学客員教授。2002年日本機械学会会長。2007年日本工学アカデミー副会長。知的財産高等裁判所専門委員等も歴任した。

## 著書
- 『工作機械』朝倉書店 1969年
- 『最近の工作機械技術 : 今後の発展動向と解決すべき問題』マシニスト出版 1980年
- 『NCシステム事典』朝倉書店 1983年
- 『FMC入門 : フレキシブル生産セルの設計・導入・運用』日刊工業新聞社 1983年
- 『フレキシブル生産システム』日刊工業新聞社 1984年
- 『わかりやすい工学問題の解決方法』森北出版 1986年
- 『機械加工計測技術』朝倉書店 1986年
- 『工作機械工学』コロナ社 1989年
- 『精密工作便覧』コロナ社 1992年
- "Human intelligence-based manufacturing",シュプリンガー・サイエンス・アンド・ビジネス・メディア 1993年
- 『生産文化論』日科技連出版社 1997年
- 『機械をつくる機械』オーム社 1998年
- 『乗り物をつくる機械』オーム社 1998年
- 『アジアの自動車・部品、金型、工作機械産業 : 産業連関と国際競争力』日本貿易振興会アジア経済研究所 2003年
- 『支援型産業の実力と再編 : 21世紀東アジアの中小企業』阿吽社 2005年
- "Modular design for machine tools",マグロウヒル・エデュケーション 2008年
- 『工作機械産業の発展戦略 : 日独亜の実力』工業調査会 2009年
- 『新興諸国の資本財需要 : ロシアとベトナムの工作機械市場』アジア経済研究所 2010年
- "Thermal deformation in machine tools",マグロウヒル・エデュケーション 2010年
- 『工作機械にみる技術の系譜 : 技術遺伝子論によるアプローチ』日本工業出版 2014年
- "Thought-evoking approaches in engineering problems",シュプリンガー・サイエンス・アンド・ビジネス・メディア 2014年
- 『工作機械の利用学 : 全体論的アプローチによる』日本工業出版 2015年
- 『もっと知りたい物つくり : 工作機械の知られざる物語』スマッシュ 2015年
- "Theory and practice in machining systems",シュプリンガー・サイエンス・アンド・ビジネス・メディア 2017年